# Grzegorz Rempała
Grzegorz Rempała (ur. 27 maja 1974 w Tarnowie) – polski żużlowiec.

## Życiorys

### Życie prywatne
Brat Jacka, Tomasza i Marcina oraz wujek Krystiana i Dawida – również żużlowców.

### Kariera sportowa
Wychowanek Unii Tarnów. Licencję uzyskał w 1990 roku.
Dwukrotny finalista indywidualnych mistrzostw świata juniorów (Pardubice 1993 – X miejsce, Elgane 1994 – VIII miejsce). Dwukrotny złoty medalista drużynowych mistrzostw Polski (2004, 2005). Dwukrotny złoty medalista młodzieżowych drużynowych mistrzostw Polski (1991, 1993). Złoty medalista młodzieżowych mistrzostw Polski par klubowych (1994). Dwukrotny medalista młodzieżowych indywidualnych mistrzostw Polski: złoty (1994) oraz srebrny (1993).
Karierę czynnego żużlowca zakończył po kontuzji kręgosłupa spowodowanej upadkiem, podczas meczu ligowego w Toruniu.